# San José, Santa María Tonameca
San José är en ort i Mexiko.   Den ligger i kommunen Santa María Tonameca och delstaten Oaxaca, i den sydöstra delen av landet, 500 km sydost om huvudstaden Mexico City. San José ligger 103 meter över havet och antalet invånare är 152.
Terrängen runt San José är huvudsakligen platt, men norrut är den kuperad. Havet är nära San José åt sydväst. Runt San José är det ganska glesbefolkat, med 45 invånare per kvadratkilometer. Närmaste större samhälle är San Juanito o la Botija, 3,5 km norr om San José. Omgivningarna runt San José är en mosaik av jordbruksmark och naturlig växtlighet.